# ჹ
Das Yn (ჹ) war ein Buchstabe des georgischen Alphabets, der heute nicht mehr verwendet wird.
Im historischen Chutsuri-Alphabet gab es kein Pendant für das Yn. Daher existiert auch kein entsprechender Großbuchstabe.
Es war keinem Zahlenwert zugeordnet. 

## Zeichenkodierung
Das Yn ist in Unicode am Codepunkt U+10F9 zu finden.